# 福井昌平
福井 昌平（ふくい しょうへい、1946年10月1日 - ）は、日本のCIプランナー、イベントプロデューサー。株式会社コミュニケーション・デザイニング研究所代表取締役社長。

## 来歴
- 鳥取県出身。電気通信大学応用電子工学科中退[3]
- 1984年から1992年まで、電通の嘱託社員[1]
- 山陰・夢みなと博覧会 企画・事業プロデューサー
- 愛・地球博（2005年日本国際博覧会） チーフプロデューサー3名のうちの1人[1][4]
- ミラノ万博（ミラノ国際博覧会） 日本館総合プロデューサー[5]
- 有田焼創業400年事業総合プロデューサー[6]
- イベント学会理事、「スタジアムイベント研究会」スポーツ MICE 研究部会長[7][8][9]